# Havanna (film)
 For alternative betydninger, se Havanna (flertydig). (Se også artikler, som begynder med Havanna)
Havanna er en dansk kortfilm fra 2005 instrueret af Alexander Brøndsted og Antonio Steve Tublén.

## Handling
En romantisk forviklingskomedie om Henrik, der af sin bedste ven bliver sendt på nettet for at finde en kæreste. Henrik begynder modstræbende at chatte med instruksen om, at den der lyver mest, også er mest succesrig. Han rodes snart ind i et spind af løgne som pludselig bliver alvor, når Anna efter deres første date vil møde hans forældre og han derfor hyrer to skuespillere til at spille hans forældre.